# Chysis addita
Chysis addita är en orkidéart som beskrevs av Robert Louis Dressler. Chysis addita ingår i släktet Chysis och familjen orkidéer. Inga underarter finns listade i Catalogue of Life.